# 中距離核戦力全廃条約
中距離核戦力全廃条約（ちゅうきょりかくせんりょくぜんぱいじょうやく、Intermediate-Range Nuclear Forces Treaty）は、アメリカ合衆国とソビエト連邦との間に結ばれた軍縮条約の一つで、中距離核戦力（Intermediate-range Nuclear Forces、INF）として定義された中射程の弾道ミサイル、巡航ミサイルを全て廃棄することを目的としている。
日本語では中距離核戦力全廃条約と訳されているが、条約の正式名称は「中射程、及び短射程ミサイルを廃棄するアメリカ合衆国とソビエト社会主義共和国連邦の間の条約」（The Treaty Between the United States of America and the Union of Soviet Socialist Republics on the Elimination of Their Intermediate-Range and Shorter-Range Missiles）であることから条約名の邦訳を「中距離ミサイル全廃条約」とする文章もある。短縮された呼び方としてはINF全廃条約、INF条約などが用いられる。
アメリカは2019年2月1日に本条約の破棄をソ連の後継であるロシア連邦に通告したことを明らかにしており、これを受けてロシア連邦も条約義務履行の停止を宣言した。破棄通告から6か月後の8月2日に失効した。

## 概要

1988年6月1日、クレムリンで行われた中距離核戦力全廃条約発効に関する議定書調印時の写真。レーガンとゴルバチョフ

中距離核戦力全廃条約は1987年12月8日に当時のアメリカ合衆国大統領ロナルド・レーガンとソビエト連邦共産党書記長ミハイル・ゴルバチョフによってワシントンD.C.において調印された。条約は1988年5月27日にアメリカ合衆国上院により批准されて、その年の6月1日に発効した。
この条約では射程が500km（300マイル）から5,500km（3,400マイル）までの範囲の核弾頭、及び通常弾頭を搭載した地上発射型の弾道ミサイルと巡航ミサイルの廃棄を求めている。条約が定める期限である1991年6月1日までに合計で2,692基の兵器が破壊された。内訳はアメリカ合衆国が846基、ソビエト連邦が1,846基である。またこの条約の下では両方の国家は、互いの軍隊の装備を査察することを許された。
本条約はソビエト連邦が崩壊した後はロシア連邦に引き継がれた。アメリカは2019年2月1日、ロシア連邦に対し条約破棄を通告し、これを受けてロシア連邦も条約義務履行の停止を宣言した。半年後に失効。

## 歴史
協定は、1975年にソビエト連邦がSS-20ミサイルを東ヨーロッパに配備したことと、そのことによる米国の反応によって刺激された。SS-20は既存のSS-4とSS-5ミサイルを更新した。SS-20ミサイルはそれまで配備されていたミサイルに比べてより長い射程、より高い命中精度、高い機動性、および大威力を持っており、このミサイルの配備による西ヨーロッパの安全保障状況の変化は容易に理解された。議論の後にNATOは二つの部分的な戦略に同意した。第一にソビエト連邦とアメリカ合衆国のINF軍備を減らすための軍備制限協議をソビエト連邦に求めること、第二に1983年から最大464基までの地上発射型の巡航ミサイル（GLCM）および108基のパーシングII弾道ミサイルをヨーロッパに配備することである。軍備制限を求めつつ軍備増強を行うこの戦略はいわゆる「二重決定」として知られている。
アメリカ合衆国の兵器のヨーロッパ配備への不満にもかかわらず、ソビエト連邦は協議を開くために合意し、予備的な議論は1980年にジュネーヴで始まった。正式な話し合いは1981年9月にアメリカ合衆国からの「0-0提案」(zero-zero offer)、またはゼロ・オプションと呼ばれる提案、すなわち全てのパーシングII、GLCM、SS-20、SS-4、およびSS-5ミサイルの完全な撤去を求める提案から始まった。イギリスおよびフランスの中距離核戦力を協議から除外することについての意見の相違から話し合いは1983年11月にソビエト連邦の代表団により中断された。配備先の各国の公式な抗議にもかかわらず、アメリカ合衆国は1984年から、西ドイツ（当時）、イタリア、およびイギリスにINFシステムを配備しはじめた。
1985年3月にアメリカ合衆国とソビエト連邦の間の協議が再開された。協議ではINF問題だけではなく戦略兵器の制限(START I)とSDIをはじめとする宇宙問題（NST）での別個の議論も扱われた。1985年の遅くには両国はヨーロッパとアジアにおけるINFシステムの制限を協議していた。1986年1月15日に、ゴルバチョフは2000年までにヨーロッパに配備されたINFミサイルを含むすべての核兵器を禁止するソビエト連邦の提案を発表した。この提案は米国により退けられ、1989年までにヨーロッパとアジアのINFランチャーを段階的に縮小する逆提案が行われた。これらの提案にはイギリスおよびフランスの核戦力の制限は含まれていなかった。
1986年の8月から9月の間の一連の会議は、1986年10月11日にアイスランドのレイキャビクで行われたレーガンとゴルバチョフの間のサミットにおいて最高点に達した。両者はINFシステムのヨーロッパからの撤去、およびINFミサイル弾頭数を100基に制限することの二点について原則として合意し、両者のアドバイザーに巨大な驚きを与えた。ゴルバチョフはまた戦略的関係をより深く、かつ根本的な変化をさせることも提案した。
より詳細な協議は、西ドイツに配備されたパーシングIAシステムを一方的に廃棄する当時の西ドイツ首相ヘルムート・コールの8月の決定を助けるために1987年にわたって延長された。条約条文は最終的に1987年9月に合意された。
米ソ両国は条約を履行し配備していたミサイルを退役させ、撤去した。撤去されたミサイルは解体、ないしは破壊されたが、15基に限り博物館への展示を目的に使用不能の状態で保有することが許された。この合意により退役したミサイルの一部は博物館に寄贈された。ワシントンD.C.のスミソニアン博物館とモスクワの航空博物館には米ソ双方の政府から退役したミサイルが寄贈され、両国の博物館ではパーシングIIとSS-20が並んで展示されている。
本条約は1991年にソビエト連邦が崩壊した後はロシア連邦に引き継がれた。
2010年代、ロシアは巡航ミサイルの開発を進めたが、アメリカはこれが条約違反に当たると指摘。2014年のアメリカ連邦議会向けの報告書では、ロシアが条約違反をしていることが記載された。このように条約違反を巡ってたびたび米ロ両国が対立してきたほか、この条約に参加していない中国がミサイル開発を推し進めている懸念を持ち続けていたアメリカは2018年10月20日、ドナルド・トランプ大統領が本条約を破棄すると表明。2019年2月1日、アメリカはロシア連邦に対し条約破棄を通告したと発表し、翌2日からの義務履行停止も同時に表明した。ロシア連邦もこれを受けて条約の定める義務履行を2日に停止した。条約は予定通り半年後の2019年8月2日に失効した。

## 影響を受けた計画

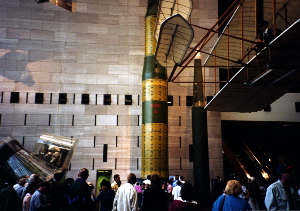
アメリカ国立航空宇宙博物館に展示中の退役したSS-20とパーシングIIミサイル。写真中央のSS-20はその右隣のパーシングIIに比べて太く長いが、これはSS-20の方がペイロードが多く、また射程がより長いためである。

条約の定めるところにより以下に示すミサイルは退役した。その後ミサイルは廃棄され解体、または破壊された。作業は検証の対象となり、ソビエトでの爆破によるミサイル破壊作業はマスコミにも公開されている。
- アメリカ合衆国
  - MGM-31A パーシングIb
  - MGM-31B パーシングII
  - BGM-109 地上発射巡航ミサイル
- ソビエト連邦
  - R-12(SS-4 Sandal)（ロシア語版、英語版）
  - R-14(SS-5 Skean)（ロシア語版、英語版）
  - OTR-22(SS-12 スケールボード)
  - OTR-23 Oka(SS-23 スパイダー)
  - RSD-10 Pioner(SS-20 セイバー)
  - SSC-X-4 Slingshot - Kh-55(AS-15 Kent)空中発射巡航ミサイルの地上配備型

## 破棄決定後の動き
2019年6月28日に行われたアメリカとロシアの首脳会談では、「21世紀の軍備管理モデル」の検討を開始することで一致。新たな核軍縮の枠組みの模索が始まった。アメリカ側は、中国も加わる3カ国の条約を結ぶ意向を示していると伝えられたが、中国側は報道官のコメントを通じ「協議に参加する前提も基礎的条件もない」として事実上拒否する姿勢を示した。同年8月3日、オーストラリアを訪問していたアメリカのマーク・エスパー国防長官は、記者会見でアジアに中距離ミサイルの配備を希望するコメントを出し中国側を刺激。これを受けて同月8月5日には、オーストラリアのスコット・モリソン首相がオーストラリアに中距離ミサイルを配備することはないと発表した。
2019年8月19日、アメリカは、条約により禁じられていた地上発射型巡航ミサイルの、また12月12日には中距離弾道ミサイルの発射実験を行なった。これに対してロシア連邦大統領ウラジーミル・プーチンも、国防省他に対し“脅威の分析と然るべき対抗措置の準備”を指示した。